# Casa Josep Llonch
La casa Josep Llonch és un edifici situat als carrers de la Princesa i de Montcada de Barcelona, catalogat com a bé cultural d'interès local.

## Història
A finals del 1851, Josep Llonch va adquirir a Josep Quintana la finca del carrer de Montcada, 7 cantonada amb el de l'Esgrima (del qual li corresponia la meitat de l'arc), i va demanar permís per a reedificar-la, segons el projecte del mestre d'obres Narcís Nuet. Tanmateix, l'obertura del nou carrer de la Princesa ho va impedir, ja que comportava l'expropiació d'una part del solar, fet que motivà una disputa amb l'Ajuntament i un recurs al governador civil. Finalment, a principis del 1853, l'arquitecte Oleguer Vilageliu i Castells se'n feu càrrec i dissenyà les façanes del nou edifici.

## Descripció
Edifici en cantonada compost per planta baixa, entresol, quatre pisos i coberta amb terrat, sobre una parcel·la poc profunda. Als baixos de pedra hi ha un seguit d'obertures coronades per arcs de mig punt, cinc al carrer de la Princesa i una al de Montcada, essent la central la que dona accés a l'escala de veïns. Està coronada per un frontó semicircular amb les dates 1852-1952, que semblen correspondre a l'any d'inici del projecte de construcció i l'any de la reforma en què es construí aquest portal. A la resta de la planta baixa hi la Pastisseria Brunells.
Els finestrals i balcons dels pisos són més petits com més alts són. Presenten decoració en pedra d'influència neoclàssica, com són les mènsules, les cornises i els emmarcats rectangulars. Cal destacar per la seva presència, la balconada del pis principal que fa cantonada amb el carrer de Montcada.